# Dieter von der Nahmer
Dieter von der Nahmer (* 2. Mai 1937 in Solingen) ist ein deutscher Historiker.
Dieter von der Nahmer wurde als drittes Kind des Diplomhandelslehrers Wolfgang von der Nahmer und dessen Frau Hertha, geborene Röttger, in Solingen geboren. Im Jahr 1940 zog die Familie angesichts des zunehmenden Bombenkrieges nach Kattowitz in Oberschlesien (heute: Katowice, Polen). Im Januar 1945 floh von der Nahmer mit seiner Mutter und seinen Geschwistern nach Westdeutschland, während der Vater beim Volkssturm zurückbleiben musste und danach als vermisst galt. Von der Nahmer besuchte die Volksschule in Kattowitz-Brynow, Möllenbeck (Grafschaft Schaumburg), Feuersbach und Oberfischbach (Kreis Siegen), anschließend die Oberschule für Jungen in Rinteln. Nach dem Abitur am Max-Planck-Gymnasium in Düsseldorf im März 1957 studierte von der Nahmer für ein Semester Geschichte und Germanistik an der Ludwig-Maximilians-Universität München. Nach einem Jahr als Hilfsarbeiter im Walzwerk Hörde der Dortmund-Hörder Hüttenunion setzte er sein Studium in Göttingen fort und wechselte schließlich an die Albert-Ludwigs-Universität Freiburg.
Nach mehrmonatigen Aufenthalten in Rom wurde er im Februar 1965 in Freiburg bei Gerd Tellenbach mit einer Arbeit über Die Reichsverwaltung in der Toscana unter Friedrich I. und Heinrich VI. promoviert. Nach einem anschließenden längerem Aufenthalt in Rom lehrte er seit 1983 bis zu seiner Emeritierung als Professor für Mittelalterliche Geschichte am Historischen Seminar der Universität Hamburg. Auch nach seiner Versetzung in den Ruhestand lehrte er weiterhin an der Universität Hamburg. Dieter von der Nahmer beschäftigt sich besonders mit den Heiligen und der Hagiographie im Mittelalter. Er ist verheiratet und wohnt in Ahrensburg.

## Schriften
- Bibelbenutzung in Heiligenviten des Frühen Mittelalters (= Beiträge zur Hagiographie. Band 19). Steiner, Stuttgart 2016, ISBN 3-515-11518-8
- Der Heilige und sein Tod. Sterben im Mittelalter. WBG, Darmstadt 2012, ISBN 978-3-534-25640-2.
- Die lateinische Heiligenvita. Eine Einführung in die lateinische Hagiographie. Wissenschaftliche Buchgesellschaft, Darmstadt 1994, ISBN 3-534-07547-1.
- Die Reichsverwaltung in Toscana unter Friedrich I. und Heinrich VI. Scientia-Verlag, Freiburg i. Br. 1965 (Zugleich: Freiburg i. Br., Universität, Dissertation, 1965).